# Марія Тереса Рамірес
Марія Тереса Рамірес (15 серпня 1954) — мексиканська плавчиня.
Призерка Олімпійських Ігор 1968 року, учасниця 1972 року.
Призерка Панамериканських ігор 1971 року.